# Harpa Cristã
A Harpa Cristã é o hinário oficial das Assembleias de Deus no Brasil, lançada em 1922. Com 640 hinos, ela foi especialmente organizada com o objetivo de enlevar o cântico congregacional e proporcionar o louvor a Deus em diversas liturgias da igreja: culto público, santa ceia, batismo, casamento, reuniões de oração, etc. Tornou-se o hinário protestante mais utilizado no Brasil.

## História
No início da sua história, a Assembleia de Deus não possuía um hinário próprio. Para sanar esta necessidade era utilizado o hinário Salmos e Hinos, organizado pelos fundadores da Igreja Evangélica Fluminense,   Dr. Robert Kalley e Sarah Poulton Kalley. A primeira edição inglesa, data do ano de 1855, contava com 27 títulos (10 salmos e 17 hinos) e foi editada em Londres. Já a primeira edição brasileira, de 1861, era composta por 50 títulos (18 salmos e 32 hinos), foi usada pela primeira vez em 17 de novembro de 1861, seis anos depois da chegada ao Brasil. Esta coleção foi a primeira coletânea de hinos evangélicos em língua portuguesa organizada no Brasil. Também foi primeiro hinário usado por diversas denominações.  Hoje com aproximadamente 150 anos, conta com 640 hinos.

## Percursores
Entrementes, as peculiaridades que distinguia a nova igreja das igrejas evangélicas tradicionais fez surgir em 1921 o Cantor Pentecostal. Editado pela tipografia Guajarina sob orientação de Almeida Sobrinho tinha 44 hinos e 10 corinhos. O Cantor Pentecostal foi distribuído pela Assembleias de Deus de Belém, PA que, naquela época, achava-se localizada na Travessa 9 de Janeiro, 75.
Passado um ano da publicação do Cantor Pentecostal, lançou-se no Recife, PE a primeira edição da Harpa Cristã. Aos cuidados do pastor Adriano Nobre, pastor Samuel Nyström e o pastor Paulo Leivas Macalão, surge o hinário oficial da Igreja Assembleia de Deus com uma tiragem de mil exemplares, distribuídos para todo o Brasil pelo missionário Samuel Nyström. A segunda edição da Harpa Cristã, já com 300 hinos, foi impressa nas Oficinas Irmãos Pangeti, no Rio de Janeiro, em 1923.
Em junho de 1931 foi lançado o Psaltério Pentecostal, para suprir a escassez de Harpa Cristã, tendo como editor responsável Gunnar Vingren. Este hinário foi impresso pelo Estabelecimento Gráfico Fernandes & Rohe, Rio de Janeiro, 1931. Nove anos depois, em 1932, a Harpa Cristã já contava com 400 hinos.
Na elaboração dos hinos, muito contribuiu o missionário Samuel Nyström. Como não tivesse perfeito conhecimento da língua portuguesa, ele traduziu, literalmente, diversas letras da hinódia escandinava. Para que os poemas fossem adaptados às suas respectivas músicas, foi necessário que o pastor Paulo Leivas Macalão empreendesse semelhante tarefa, o mesmo traduziu muitos hinos do hinario "Hinos e salmos espirituais" da Assembleia cristã nos Estados Unidos.  Por isso, tornou-se o pastor Macalão, fundador do  Ministério de Madureira, no principal tradutor e adaptador do hinário oficial da Igreja Assembleia de Deus.

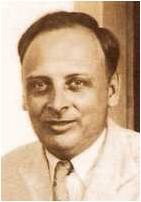
Pastor Paulo Leivas Macalão

## Harpa Cristã com música
Em 1937, a Convenção Geral das Assembleias de Deus — CGADB, reunida em São Paulo, nomeou uma comissão para editar e imprimir a primeira Harpa Cristã com música. Desta comissão faziam parte Emílio Conde, Samuel Nyström, Paulo Leivas Macalão, José Tenório de Lima, John Sorhein, Nils Kastberg e o Dr. Carlos Brito.

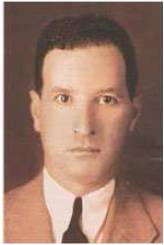
Emílio Conde

## Harpa Cristã com 524 hinos
Com o passar do tempo, outros hinos foram sendo acrescentados até que a Harpa Cristã atingisse 524 hinos.  Número esse que, durante várias décadas, caracterizou a Harpa Cristã.  Até 1981, quase todos os hinos da Harpa Cristã já haviam sido revisados. Os mais altos foram transpostos para tons mais acessíveis ao cântico congregacional.

## Harpa Cristã Atualizada
Em 1979, mediante proposta apresentada pelo Pastor Adilson Soares da Fonseca, o Conselho Administrativo da CPAD — Casa Publicadora das Assembleias de Deus, cumprindo resolução da Assembléia Geral da CGADB reunida em Porto Alegre, naquele ano, nomeou uma comissão para proceder a uma revisão geral da música e da letra da Harpa Cristã.  A comissão era formada pelos seguintes pastores: Paulo Leivas Macalão, Túlio Barros Ferreira, José Tenório de Lima, Nicodemos José Loureiro, Antonio Gilberto, e João Pereira. Nesta empreitada, também tomou parte ativa o pastor e consagrado poeta Joanyr de Oliveira. Em termos técnicos, os trabalhos contaram com dois obreiros especializados: João Pereira, na correção e adaptação da música; e Gustavo Kessler, na revisão das letras. Lançada em 1992, a Harpa Cristã Atualizada foi aceita em muitas igrejas, mas a maioria optou por ficar com a Harpa tradicional.

## Harpa Cristã Ampliada
Tendo em vista as necessidades da igreja, a CPAD, sob a direção executiva de Ronaldo Rodrigues de Souza, compreendeu ser urgente a ampliação da Harpa Cristã tradicional.  Assim, foram acrescentados mais 116 hinos a fim de atender a todas as exigências cerimoniais e litúrgicas da igreja. A Harpa Cristã Ampliada foi lançada em 1999.